# Carlos Henrique Schroeder
Carlos Henrique Schroeder (Trombudo Central, 1975) é romancista, roteirista, crítico literário e editor brasileiro.

## Biografia
Carlos Henrique Schroeder estreou na literatura em 1998 com a novela O publicitário do diabo (Manjar de Letras), e de lá para cá lançou quase uma dezena de livros. Em 2009 foi contemplado pelo Edital Elisabete Anderle, do Governo do Estado de Santa Catarina, com recursos para publicar uma antologia de suas peças de teatro. No mesmo ano, foi um dos escritores catarinenses selecionados para representar o estado na Feira do Livro de Porto Alegre, por ocasião da homenagem do evento à Santa Catarina. Em 2010 foi agraciado com a Bolsa Funarte de Criação Literária, do Governo Federal, para pesquisa e conclusão de seu romance A mulher sem qualidades. Publicou também A rosa verde (Edufsc) e Ensaio do Vazio (7 letras).
Sua coletânea de contos As Certezas e as Palavras (Editora da Casa) recebeu o Prêmio Clarice Lispector de contos da Fundação Biblioteca Nacional.
Schroeder assinou contrato de dois romances com a Editora Record, "As fantasias eletivas" e "História da chuva", a serem lançados respectivamente em 2014 e no ano subsequente.
Em 2017, o livro "As Fantasias Eletivas" está sendo usado para a leitura obrigatória do vestibular de SC - UFSC.

## Obras
- A ilha navegante: contos (2003)
- A Rosa Verde: romance (2005)
- Ensaio do vazio (2006)
- As certezas e as palavras (2010)
- História da chuva (2015)
- As fantasias eletivas (2014)